# Wilhelm von Beetz
Wilhelm von Beetz (n. 27 martie 1822 – d. 22 ianuarie 1886) a fost un fizician german.
A fost profesor universitar în cadrul mai multor institute germane, iar în ceea ce privește contribuțiile științifice, sunt remarcabile studiile sale în domeniul electricității.
A adus îmbunătățiri și inovații mai multor dispozitive fizice și a cercetat dependența față de temperatură a conductivității electrice a lichidelor.
1. 1 2  „Wilhelm von Beetz”, Gemeinsame Normdatei, accesat în 9 aprilie 2014
2. ↑  „Wilhelm von Beetz”, Gemeinsame Normdatei, accesat în 11 decembrie 2014
3. ↑  „Wilhelm von Beetz”, Gemeinsame Normdatei, accesat în 30 decembrie 2014